# Muhammad Zafarullah Khan
Chaudhry Sir Muhammad Zafarullah Khan ou plus simplement Zafarullah Khan (en ourdou : محمد ظفر اللہ خان), né le 6 février 1896 à Sialkot et mort le 1er septembre 1985 à Lahore, est un juriste, diplomate et homme politique pakistanais. Militant de la Ligue musulmane, il a notamment été ministre des affaires étrangères, président de l'Assemblée générale des Nations unies et président de la Cour internationale de justice.
Après une formation en droit, Zafarullah Khan rejoint la Ligue musulmane dont il est dès les années 1930 un membre proéminent. Représentant la Ligue et l'Inde à plusieurs réunions décisives, il est considéré comme l'un des pères fondateurs du Pakistan. Il est ainsi le premier ministre des affaires étrangères du jeune pays, de 1947 à 1954. Il entame ensuite une carrière de juge international, qui culmine quand il devient président de la Cour internationale de justice de 1970 à 1973.

## Famille et éducation militaire
Muhammad Zafarullah Khan est né le 8 février 1893 à Sialkot, dans le Pendjab. Son père Nasrullah Khan était procureur général dans sa ville natale. Il commence son éducation dans une mission américaine de sa ville, puis ses études au Government College (en) de Lahore. Il obtient enfin un Bachelor of Laws du King's College de Londres en 1914. Il sera notamment professeur de droit à la faculté de Lahore, entre 1919 et 1924,.
De par sa famille et notamment son père, Muhammad Zafarullah Khan aurait été membre de la communauté islamique ahmadie. Toute mention à ce fait est toutefois rare et polémique, cette communauté étant largement victime de discriminations et même officiellement exclue de l'Islam au Pakistan en 1974.

## Carrière politique

### Ligue musulmane
Muhammad Zafarullah Khan commence sa carrière de droit à Sialkot puis Lahore, avant de devenir membre du Conseil législatif du Pendjab en 1926. Il rejoint rapidement la Ligue musulmane pour laquelle il préside en 1931 une réunion à Delhi. Défendant la cause des musulmans, il participe à plusieurs tables rondes avant d'entrer dans le gouvernement indien. En 1941, il est nommé juge à la Cour fédérale d'Inde et y reste jusqu'en juin 1947. Il gagne ensuite de l'importance sur la scène diplomatique, représentant l'Inde à la Société des Nations en 1939, puis en Chine en 1942 et à une conférence du Commonwealth en 1945. Enfin, il représente en 1947 la Ligue musulmane dans la commission établissant la ligne Radcliffe, durant la partition des Indes, à la demande de Muhammad Ali Jinnah.

### Pakistan
Considéré comme l'un des pères fondateurs du Pakistan, Zafarullah Khan défend la cause de son nouveau pays en 1947 aux Nations unies et fait également un plaidoyer remarqué pour la Palestine. La même année, il devient ministre des affaires étrangères du pays et conserve son poste jusqu'en 1954, collaborant avec trois Premiers ministres différents. Il défend alors les intérêts du Pakistan pour le Cachemire sur la scène internationale, et appelle à la « libération » de nombreux pays musulmans sous domination coloniale. En tant que premier dirigeant de la diplomatie pakistanaise, il est chargé d'établir des relations avec de nombreux pays. Il établit notamment des relations amicales avec de nombreux pays musulmans, et tente en vain de créer une fédération des chambres de commerces et d'industries de ces pays. Il établit aussi un début d'alliance avec la Chine. En 1954, il participe activement à l'établissement du pacte de Bagdad. 
Après la fin de ses fonctions ministérielles, Zafarullah Khan est nommé juge à la Cour internationale de Justice et y reste jusqu'en 1961. Il est le premier Pakistanais à occuper ce poste. De 1962 à 1963, il est Président de l'Assemblée générale des Nations unies, encore le premier de son pays à occuper à tel poste. Nommé ensuite président de la Cour internationale de Justice, il exerce cette fonction jusqu'en 1973, date à laquelle il prend sa retraite. Il vit ensuite en Angleterre durant une dizaine d'années. Malade, il passe les derniers mois de sa vie au Pakistan avant de mourir le 1er septembre 1985.